# Рохау
Рохау (нем. Rochau) — община в Германии, в земле Саксония-Анхальт. 
Входит в состав района Штендаль. Подчиняется управлению Арнебург-Гольдбек.  Население составляет 1109 человек (на 31 декабря 2010 года). Занимает площадь 20,10 км².